# Kerstiaen de Keuninck

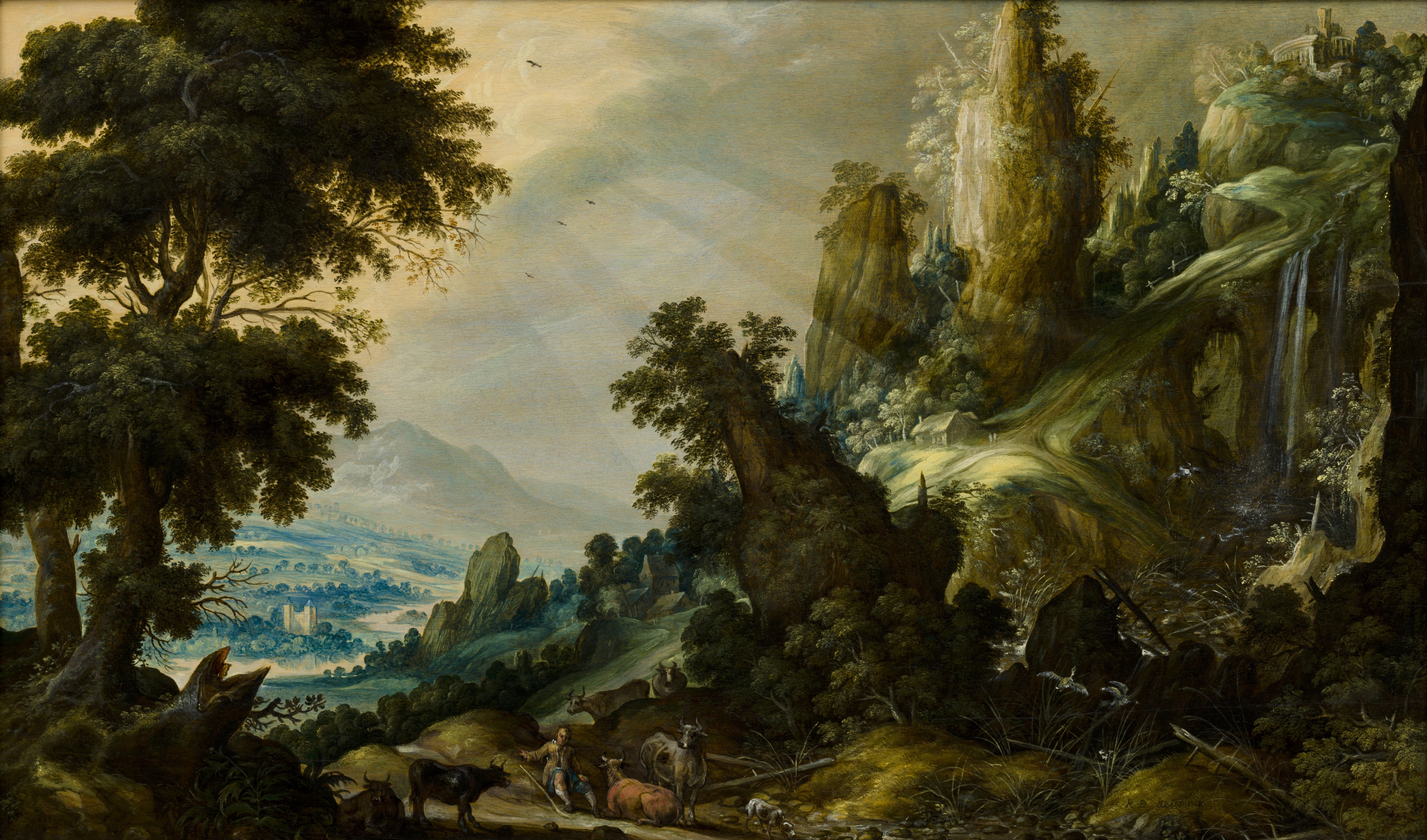
Berglandschap met waterval (Bonnefantenmuseum, Maastricht). Het werk vertoont contrasterende pictorale effecten: zwaar aangezette, ondoorzichtige passages wisselen af met haast transparante.

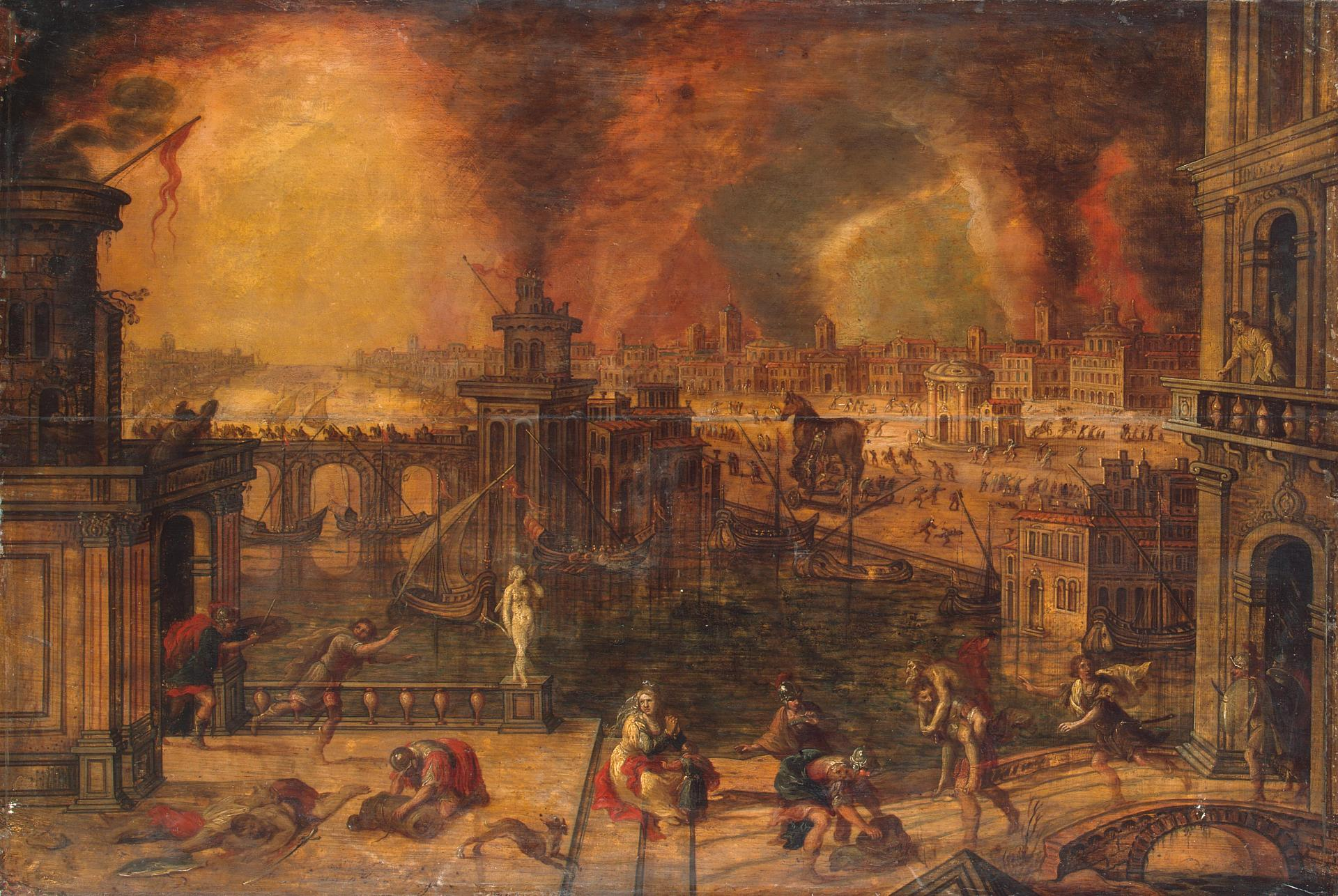
Brand van Troje (Hermitage, Sint-Petersburg)

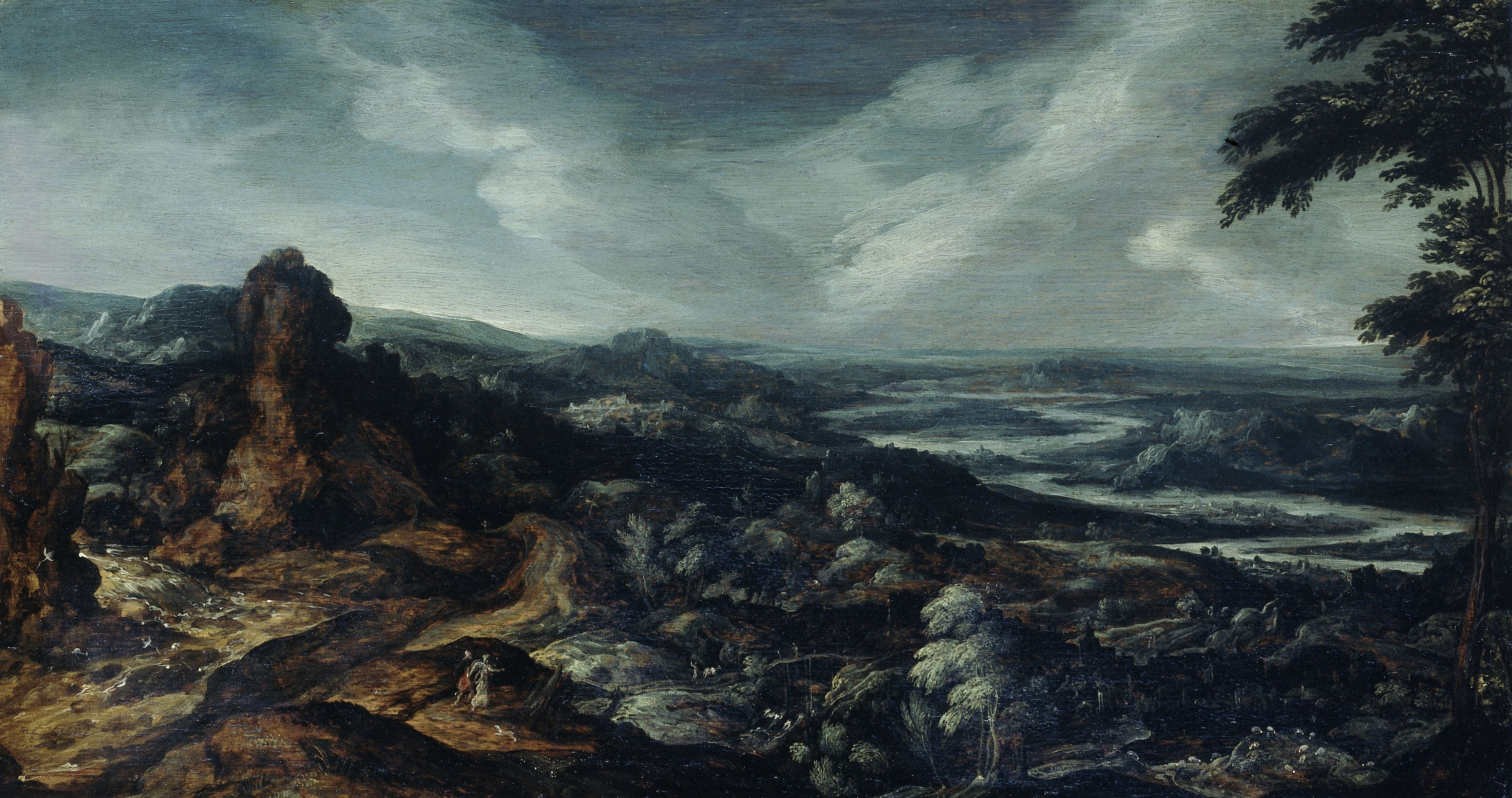
Landschap met Tobias en Engel (Rijksmuseum, Amsterdam)

Kerstiaen de Keuninck (Kortrijk, ca. 1560 – Antwerpen, ca. 1633) was een Vlaams kunstschilder uit de periode van het maniërisme.

## Leven
De vader van Kerstiaen de Keuninck was een Kortrijkse handelaar in stoffen en damast. Zijn afkomst is ook opgetekend in de registers van de Antwerpse Sint-Lucasgilde, waar hij in 1577 als leerling-schilder was ingeschreven en enkele jaren later als vrijmeester. Zelf gaf hij les aan Carel de Ferrera (1599) en Engelbert Ergo (1629).
De Keuninck ondernam nooit een reis naar Italië zoals vele van zijn collega's wel deden. Hij onderging sterk de invloed van Roelant Savery, Joos de Momper en Gillis van Coninxloo.
Hij is vooral bekend om zijn imaginaire landschappen met theatrale lichteffecten. Daarnaast was hij gespecialiseerd in branden en rampen, met minstens zeven Trojebranden en vijf Sodombranden op zijn actief. Zijn thema's en stijl evolueerden weinig. Drie van zijn schilderijen waren tentoongesteld in het Broelmuseum te Kortrijk. Een van zijn werken is te zien in het Metropolitan Museum of Art in New York.

## Werk (selectie)
Verschillende van De Keunincks werken bevinden zich in openbare collecties:
- Berglandschap met waterval, ca. 1600 (Metropolitan Museum of Art, New York)
- Berglandschap met waterval (Bonnefantenmuseum, Maastricht)
- Bergachtig landschap (Kunsthistorisches Museum, Wenen)
- Landschap in maanlicht met Pan en Syrinx (Kunsthistorisches Museum, Wenen)
- Landschap met Diana en Aktaion (Koninklijk Museum voor Schone Kunsten, Antwerpen)
- Landschap met de bekoring van Antonius in Egypte (Koninklijk Museum voor Schone Kunsten, Antwerpen)
- Landschap, ca. 1610 (Broelmuseum, Kortrijk)
- Lot verlaat Sodom (Broelmuseum, Kortrijk)
- Brand van Troje (Broelmuseum, Kortrijk)
- Brand van Troje (Hermitage, Sint-Petersburg)
- Landschap met Tobias en Engel (Hermitage, Sint-Petersburg)
- Landschap met Tobias en Engel, ca. 1615-25 (Rijksmuseum, Amsterdam)
- Landschap met de bekering van Saul (Rijksmuseum, Amsterdam)
- De rampen van het mensdom (Museum voor Schone Kunsten, Gent)